# Zākīn
Zākīn (persiska: زاكين) är en ort i Iran.   Den ligger i provinsen Hormozgan, i den sydöstra delen av landet, 1 000 km sydost om huvudstaden Teheran. Zākīn ligger 1 093 meter över havet och antalet invånare är 610.
Terrängen runt Zākīn är kuperad åt sydväst, men åt nordost är den bergig. Terrängen runt Zākīn sluttar söderut. Runt Zākīn är det ganska glesbefolkat, med 50 invånare per kvadratkilometer. Zākīn är det största samhället i trakten. Trakten runt Zākīn är ofruktbar med lite eller ingen växtlighet.